# Friedrich Ludwig Carl Christian (Castell-Rüdenhausen)

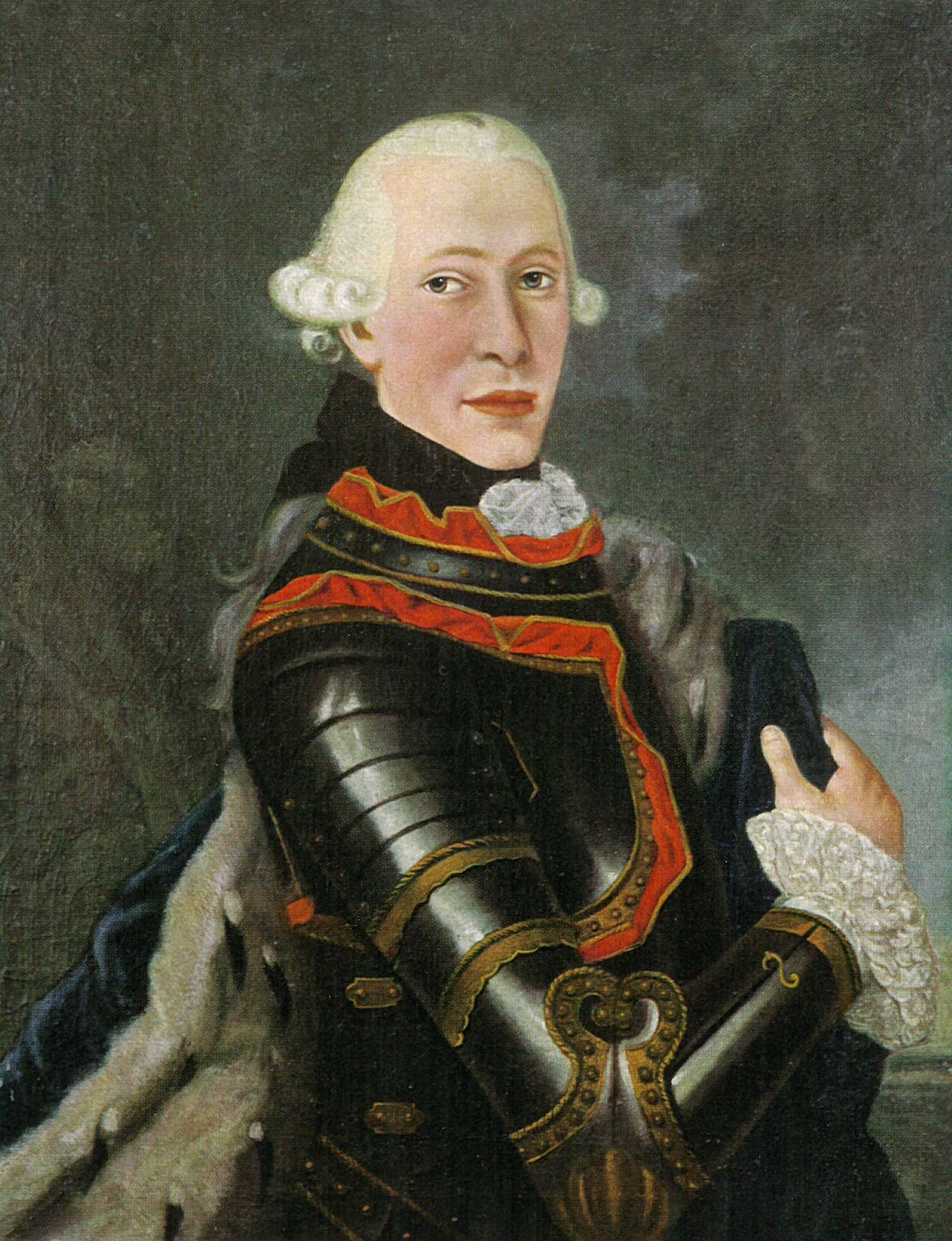
Graf Friedrich Ludwig Carl Christian, Gemälde von Conrad Geiger 1777

Friedrich Ludwig Carl Christian Graf und Herr zu Castell-Rüdenhausen (auch Friedrich Ludwig Karl Christian; * 17. Februar 1746 in Rüdenhausen; † 7. Februar 1803 ebenda) war von 1749 bis 1803 Herrscher der Grafschaft Castell und letzter regierender Graf der alten Linie Castell-Rüdenhausen. Er betätigte sich als Kunstmäzen.

## Die Grafschaft vor Friedrich Ludwig Carl Christian
Unter Friedrich Ludwig Carl Christians Vorgänger Graf Johann Friedrich stand der Wiederaufbau von im Dreißigjährigen Krieg verwüsteten Landesteilen im Vordergrund. Hierzu ließ der Graf neue Dörfer auf den Höhenzügen des Steigerwaldes errichten, um Neubürger für seine Grafschaft zu bekommen. Außerdem forcierte er die Markterhebungen einiger Dörfer. Hiermit sollte die darniederliegende Wirtschaft der Herrschaft Castell wieder aufgebaut werden. Beide Elemente hatten Erfolg und die Grafschaft blühte im 18. Jahrhundert auf.
Eine entgegengesetzte Entwicklung sollte allerdings durch die Revolution 1789 im fernen Frankreich in Gang gesetzt werden, die auch Auswirkungen auf die fränkische Grafschaft haben sollte. Die Abschaffung des Absolutismus berührte die immer noch absolut herrschende Familie zu Castell in ihren Grundfesten. Zum Amtsantritt des Grafen Friedrich Ludwig Carl Christian lagen diese Vorgänge allerdings noch in einiger Ferne.

## Leben
Friedrich Ludwig Carl Christian wurde am 17. Februar 1746 als einziges Kind von Graf Johann Friedrich und dessen vierter Ehefrau Eleonore Christiane, geborene Hohenlohe-Neuenstein-Oehringen, in Rüdenhausen geboren. Seine Mutter verstarb bei seiner Geburt. Der junge Graf war das einzige, männliche Kind von Johann Friedrich. Lediglich zwei Töchter aus der dritten Ehe des Vaters erreichten neben ihm das Erwachsenenalter.
Nach dem ebenfalls frühen Tod des Vaters im Jahr 1749 nahm sich die fünfte Frau des Vaters, seine Stiefmutter Magdalena Dorothea, dem jungen Grafen an. Friedrich Ludwig Carl Christian wuchs bei seinem Großvater Johann Friedrich zu Hohenlohe-Neuenstein-Oehringen und seinem Onkel Ludwig Friedrich Carl in Öhringen auf. Ab dem Jahr 1759 erhielt er hier auch Unterricht durch einen Privatlehrer.
Nach dem Ende seiner häuslichen Ausbildung schickte man den Grafen auf die Hochschulen in Leipzig und Utrecht. Anschließend bereiste er Deutschland und Holland auf einer sogenannten Kavalierstour. Im Jahr 1767 erklärte ihn Kaiser Franz I. Stephan für volljährig. Friedrich Ludwig Carl Christian trat die Herrschaft über die Grafschaft Castell-Rüdenhausen an. Im Jahr 1768 wurde er Hauptmann in kaiserlichen Diensten, er schied 1770 als Major aus der Armee aus.
Als Kunstförderer tat sich der Graf in Rüdenhausen hervor. Im Jahr 1776 berief er den Maler Conrad Geiger in seinen Residenzort, der hier mehrere Porträts der Grafenfamilie schuf und die Atmosphäre des Schlosses zu schätzen wusste. Ebenso tat sich der Graf selbst als Künstler hervor, als er 1777 als Schauspieler bei einem Stück auftrat, das auf der Meininger Elisabethenburg gegeben wurde. In dem Stück „Der Graf von Waltron oder die Subordination“ von Heinrich Ferdinand Möller spielte der Graf Baron von Helsinghör.
1778 trat Graf Friedrich Ludwig Carl Christian der Freimaurerloge „Charlotte zu den drei Nelken“ in Meiningen bei. Hiermit unterstrich er seine liberale Geisteshaltung, die im Zeichen der Aufklärung stand. Bereits seit 1773 war er Senior des Gesamthauses Castell und errichtete als solcher im Jahr 1794 ein neues Hausgesetz, das die Erbfolge neu regelte. In seinen letzten Lebensjahren litt der Graf zunehmend unter Depressionen und starb als letzter seiner Linie am 7. Februar 1803 in Rüdenhausen und wurde in der dortigen Peter-und-Paul-Kirche beigesetzt.

## Ehen und Nachkommen
Am 8. Juli 1767 ehelichte Friedrich Ludwig Carl Christian in Greiz Friederike Gräfin von Reuß zu Greiz die Ehe blieb kinderlos und wurde im Jahr 1769 geschieden. Daraufhin heiratete der Graf im Jahr 1770 erneut. Diesmal fand die Hochzeit mit Karoline Friederike von Voss am 17. Januar in Rüdenhausen statt. Karoline Friederike schenkte dem Grafen einen Sohn, der allerdings kurz nach der Geburt verstarb, die Eheleute trennten sich im Jahr 1777.
- Johann Friedrich (* 3. Oktober 1776 in Rüdenhausen; † 3. November 1776 in Rüdenhausen)